# Paul Simon
Paul Frederic Simon (Newark, New Jersey, 13. listopada, 1941.) američki gitarist, pjevač i skladatelj. 
Popularnost je stekao kao član dueta Simon & Garfunkel u kojem je svirao s Artom Garfunkelom. 
Njegova solo karijera dobiva na značaju kad je u periodu 1986. – 1990. surađivao s glazbenicima iz Južnoafričke Republike.
Godine 2001. dodijeljena mu je nagrada MusiCares Person of the Year.
Njegov sin Harper Simon također je glazbenik.

## Diskografija
kao solo-glazbenik
- 1965. The Paul Simon Song Book
- 1972. Paul Simon
- 1973. There Goes Rhymin' Simon
- 1974. Paul Simon in Concert: Live Rhymin'
- 1975. Still Crazy After All These Years
- 1977. Greatest Hits Etc.
- 1980. One Trick Pony (soundtrack)
- 1983. Hearts and Bones
- 1986. Graceland
- 1990. The Rhythm of the Saints
- 1991. Paul Simon's Concert in the Park, August 15, 1991 (live)
- 1997. Songs from The Capeman
- 2000. You're the One
- 2002. Father and Daughter, s Oscar- nominiranom pjesmom iz filma The Wild Thornberrys Movie
- 2006. Surprise
- 2011. So Beautiful or So What
- 2016. Stranger to Stranger
- 2018. In the Blue Light
- 2023. Seven Psalms